# Hemiorchis pantlingii
Hemiorchis pantlingii là một loài thực vật có hoa trong họ Gừng. Loài này được King mô tả khoa học đầu tiên năm 1894.